# 包遵信
包遵信（1937年9月—2007年10月28日），曾用笔名忍言、佚之，安徽芜湖人，中国大陆著名政治异议人士、知识分子。為包拯的三十四世孫。

## 生平
早年曾读五年私塾。1948年入讀小学，1953年9月入讀安徽省芜湖第一中学，1959年9月入北京大学中文系古典文献专业。从1963年起，在《人民日报》、《光明日报》、《文化报》、《历史研究》、《哲学研究》以及《中国论坛》、《明报月刊》等报刊上发表中国思想史方面论文约百万字。1964年9月至1976年9月在中华书局任哲学编辑，1976年10月至1980年任职于国家出版局研究室。1981年起任职于中国社会科学院历史研究所。
包遵信80年代初由其任主编的《走向未来》丛书，被誉为中国自由民主思想的启蒙。1989年5月學運期間曾连同多名知识分子到广场劝学生停止绝食，后和陈子明、王军涛、刘晓波等被中华人民共和国当局指为事件之「幕后黑手」并被捕入狱判刑五年。
出狱后长期被非法监控，以研究和写作为生，并一直积极参与中国民主运动曾参与了声援刘荻、杜导斌和天安门母亲等多项维权签名活动。2004年后曾患脑栓塞，在2007年10月23日清晨6點多突發大面積腦溢血，被送至北京方莊東方醫院，醫生曾為其做開颅手术，但包遵信最终仍于10月28日6時整在院內逝世，遗体告别仪式订于同年11月3日上午11时整在北京市东郊殡仪馆举行。
2007年11月3日，他的追悼会在东郊殡仪馆举行，政府对此严加戒备，限制或者阻止有关敏感人士参加。六四伤残者齐志勇因试图瞻仰包遵信遗容并参加追悼会于11月2日被警方带走。民间维权人士胡佳被严密监控，处于软禁状态。胡佳曾同齐志勇前往东方医院，试图瞻仰包遵信遗容，但未能如愿。
2008年10月28日，包遵信去世一周年即举行骨灰下葬仪式，数十名各领域的民主人权人士前往参加悼念，包括：著名六四异议人士刘晓波、马少芳，宪政学者于浩成、张祖桦，法律界人士莫少平、滕彪，以及一些维权人士以及媒体工作者。与包遵信骨灰一起下葬的还包括一本集结各界悼念文章的文集。
2008年10月28日，包遵信骨灰安葬仪式现场，便衣警察只是在一旁观察，并没有阻挠行动。而参加者基本顺利前往，除了刘晓波事前被国保方面电话要求不要邀请外国记者。

## 著作及任职
- 《跬步集》（中国思想史方面论文集，1984年四川人民出版社版）
- 《批判與啓蒙》（1989年，联经出版）
- 《從五四到新五四》（1989年，時報文化）
- 《六四的内情：未完成的涅槃》（1997年，風雲時代出版公司）
- 《读书》副主编（1984－1986）
- 《中国哲学》主编（1978－1987）
- 《走向未来》主编、顾问
- 《文化哲学丛书》副主编（1988－1989）。